# 易北日耳曼語
易北日耳曼語（Elbe Germanic），又被稱作赫爾米諾語（Irminonic），是德國語言學家弗里德里希·毛雷爾（1898－1984）在他的著作《北部德語和阿勒曼尼語》（Nordgermanen und Alemanen）中提出的一個術語，它被用來描述某種祖語或方言群，其後來衍生出阿勒曼尼語、倫巴底語、圖林根語和巴伐利亞語等語言。在古典时代晚期和中世紀，其假設的派生語言對鄰近的西中部德语方言產生了重大影響，後來又以標準德語的形式對整個德語區產生了影響。

## 命名
「赫爾米諾語」（Irminonic）的命名源於赫爾米諾人（Irminones）。赫爾米諾人是一群在語言和文化相互關聯的日耳曼部落，塔西陀曾在其著作《日耳曼尼亚志》提及老普林尼進一步給出了明確的定義，稱赫爾米諾人人生活在「內地」，即其生活領域不靠近萊茵河或北海。毛雷爾借用了普林尼的說法，將此詞指稱海西尼亞森林和德國東北平原一带的蘇維匯人、Baiuvarii、阿勒曼尼人和倫巴底人所说的方言。

## 理論

毛雷爾的日耳曼諸方言分類圖

毛雷爾認為，19世紀和20世紀初在語言學中普遍使用的語言譜系樹，對於描述現代日耳曼語言之間的關係不夠準確，尤其是西日耳曼諸語。相較於其他學者將古英語、古荷蘭語、古撒克遜語、古弗里斯蘭語和古高地德語簡單構擬成從一共同的「原始西日耳曼語」中「分化」出來，他認為某些方言群和祖語之間存在著更大的差異。

## 派生語言
易北日耳曼语被认为是所有上部德語、阿勒曼尼語、巴伐利亚语和倫巴底語的祖語。